# Конституция Чеченской Республики
Конституция Чеченской Республики (чечен. Нохчийн Республикин Конституци) — основной закон Чеченской Республики в составе Российской Федерации. Состоит из преамбулы, 2 разделов, 9 глав и 112 статей.

## Историческая справка
Конституция Чеченской Республики принята 23 марта 2003 года. В декабре 2007 года по результатам референдума в неё впервые были внесены изменения, которые затронули более 50 статей. Поправки, среди прочего, коснулись сроков полномочий главы республики и парламента. Потребность в пересмотре отдельных положений Конституции Чеченской Республики возникла в связи с изменениями в законодательстве Российской Федерации, необходимо было привести Конституцию в соответствие с основным законом РФ. С того момента Конституционными законами Чеченской Республики в Конституцию неоднократно вносились изменения и дополнения.